# Thomas Pleisch
Thomas Pleisch, švicarski hokejist, * 17. december 1913, Švica, † 16. marec 1936, Basel. 
Pleisch je igral za klub EHC St. Moritz, za švicarsko reprezentanco pa je nastopil na olimpijskem hokejskem turnirju 1936, kjer je z reprezentanco osvojil trinajsto mesto, ter več svetovnih prvenstvih, na katerih je osvojil eno srebrno medaljo.